# Clube Atlético Renascença
O Clube Atlético Renascença é um time de futebol da cidade de Porto Amazonas, no estado do Paraná, Brasil.

## Clube
O clube foi fundado em 15 de novembro de 1930 com as cores preta e branca. Manda seus jogos no estádio da Rua São João ou Rua dos Marcondes e mantém uma escola de futebol no município de Porto Amazonas. Os Correios lançaram um Selo Comemorativo do aniversário de 80 anos do Renascença, em 2011.